# Корелы (Владимирская область)
Корелы — деревня в Александровском районе Владимирской области России. Входит в состав Краснопламенского сельского поселения.

## Название
В документах XVII-XVIII веков село Корела называлось еще Клементьевым или Клементьевских. 

## География
Деревня расположена в 12 км на юго-запад от центра поселения посёлка Красное Пламя и в 22 км на северо-запад от города Александрова, близ автодороги М-8 «Холмогоры». 

## История
В актах XVII и XVIII века село Корела называлось еще Клементьевым или Клементьевских и до 1764 года состояло в вотчине «Спаса нового, что на Москве» монастыря. Церковь в этом селе существовала еще в начале XVII столетия и записана в патриарших окладных книгах 1628 года под именем церкви Николая Чудотворца. В 1736 году в дополнение к холодной церкви Николая Чудотворца в селе была построена теплая деревянная церковь во имя Казанской Пресвятой Богородицы. В 1795 году Преосвященный Виктор, епископ Суздальский и Владимирский, разрешил вместо этих деревянных церквей построить новую каменную. Главный престол в новом храме был освящен в честь Покрова Пресвятой Богородицы. В память прежних деревянных церквей в теплой трапезе были устроены приделы в честь Казанской иконы Божьей Матери и святителя Николая Чудотворца. Приход состоял из села Корелы, деревень: Тириброва, Потопихи, и селец: Зезевитова, Данилкова, Дубны, Арханки, Конюхова, Веригина, Горок. В селе Корелы имелась земская народная школа, учащихся в 1892-93 учебном году было 33. В годы Советской Власти церковь была полностью разрушена.       
В конце XIX — начале XX века село входило в состав Тирибровской волости Александровского уезда Владимирской губернии. В 1905 году в селе числилось 29 дворов.
С 1929 года деревня входила в состав Тирибровского сельсовета Александровского района, позднее — в составе Искровского сельсовета, с 2005 года — в составе Краснопламенского сельского поселения.

## Население
| 1859 | 1905 | 1926 | 2002 | 2010 | 2021 |
| ---- | ---- | ---- | ---- | ---- | ---- |
| 216  | ↘183 | ↗215 | ↘7   | ↘3   | ↗22  |

## Инфраструктура
Личное подсобное хозяйство с зоной сельскохозяйственного использования, индивидуальная застройка усадебного типа.

## Транспорт
Деревня доступна автотранспортом по подъездной дороге с автотрассы М-8 «Холмогоры».